# Tribut al Cèsar

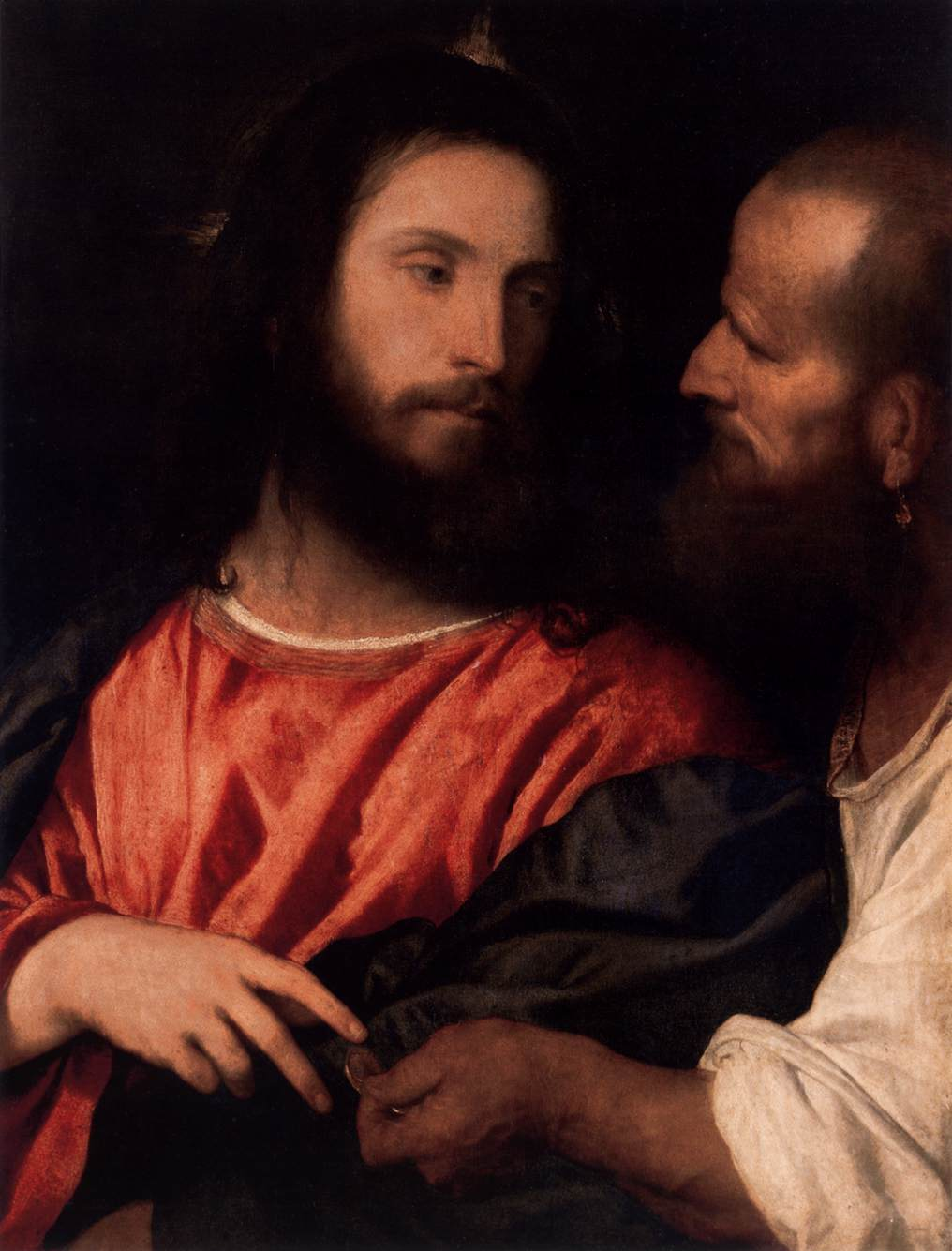
Tribut al César, de Ticià, ca. 1516.

Tribut al César (frase en llatí: Quod Caesaris Caesari) és la denominació d'un episodi evangèlic i un tema artístic relativament freqüent en l'art cristià. Es narra en els evangelis canònics de Lluc (20,20-26), Marcos (12,13-17) i Mateo (22,15-22), i en els apòcrifs de Tomàs (100) i l'anomenat Egerton (3,1-6).
Després de la seva entrada a Jerusalem, durant els seus debats amb "els sacerdots principals, els escribes i els ancians", Jesucrist, mitjançant aquest recurs, va eludir el parany dialèctic que li havien parat "alguns dels fariseus i herodians" en preguntar-li si era lícit per als jueus pagar el tribut a les autoritats romanes: va fer que li portessin una moneda de les que servien per pagar el tribut (el denari del tribut), i va preguntar al seu torn qui era el representat en l'efígie de la moneda; en respondre-li que "el Cèsar", va replicar: "Doneu doncs a Cèsar el que és de Cèsar i a Déu el que és de Déu" (Ἀπόδοτε οὖν τὰ Καίσαρος Καίσαρι καὶ τὰ τοῦ Θεοῦ τῷ Θεῷ en el grec bíblic i Reddite ergo, quae sunt Caesaris, Caesari et, quae sunt Dei, Deo en el llatí de la Vulgata).

## Poder temporal i el poder espiritual als Evangelis

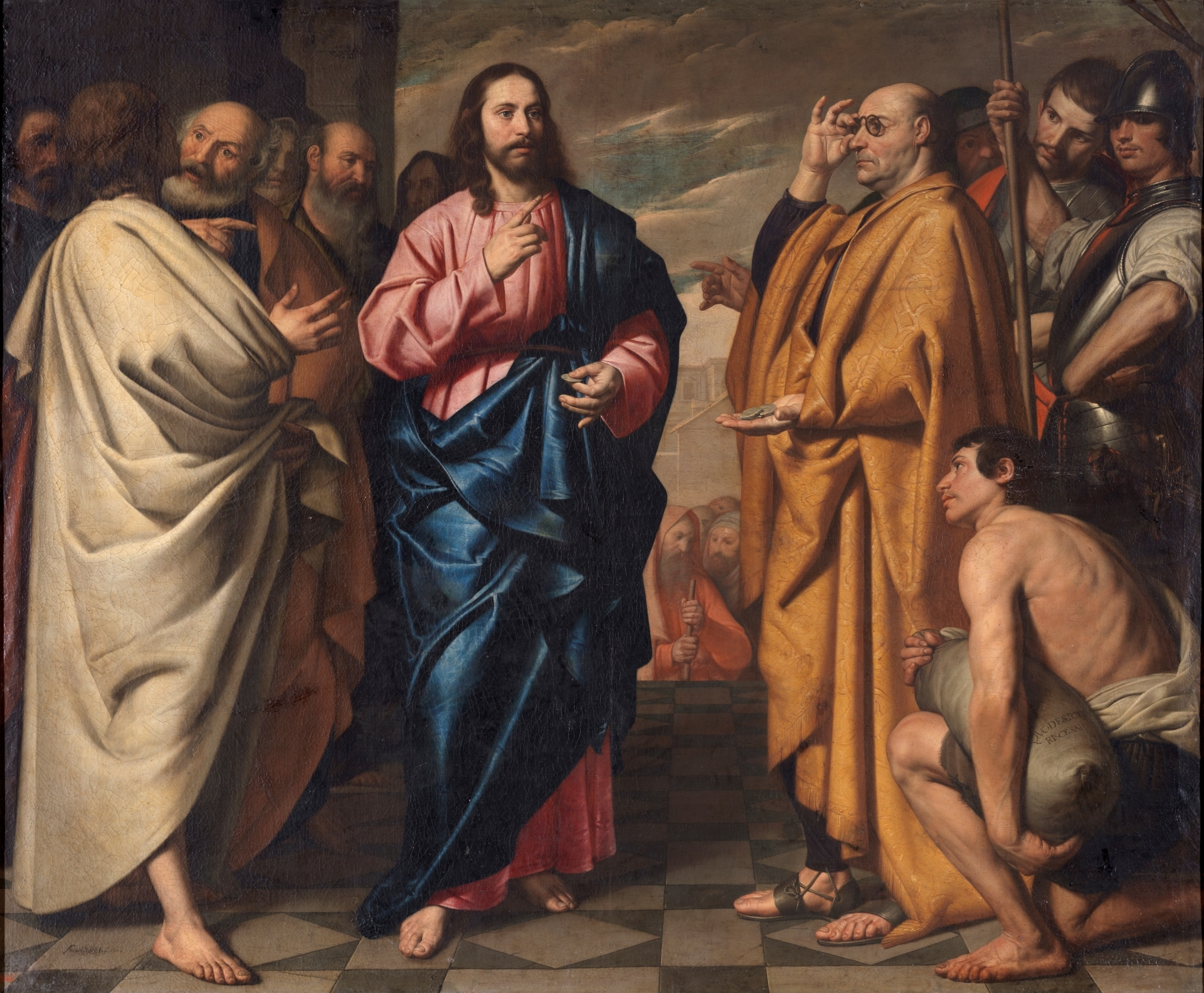
La moneda del César, d'Antonio Arias, 1646.

Aquesta, i altres frases de Crist en els Evangelis, com "el meu regne no és d'aquest món", han estat àmpliament citades per il·lustrar la posició del cristianisme davant la relació entre el poder temporal i el poder espiritual o la del cristià davant el poder polític.
En el context de l'ocupació romana de la Judea la qüestió era compromesa, ja que si Jesús hagués respost clarament que no era legítim pagar el tribut, hauria estat possible denunciar-li davant les autoritats civils; mentre que si hagués respost clarament que sí era legítim, hauria quedat deslegitimat des del punt de vista de l'ortodòxia jueva. Jesucrist va considerar aquesta pregunta com una temptació. Els seus adversaris, als quals va qualificar de "hipòcrites", van quedar meravellats i van callar. o se'n van anar.
Els recaptadors d'impostos (publicans) apareixen en diversos passatges evangèlics: era l'ofici de l'apòstol Mateu (també anomenat Leví, al que s'atribueix l'anomenat Evangeli de Mateu) i el de Zaqueu (que assisteix a l'entrada de Jesús en Jericó).

## El denari del tribut
La moneda, identificada en els evangelis canònics com un denari (δηνάριον - dēnarion), és a dir, una moneda de plata. Podria correspondre, per l'època, el regnat de Tiberi, amb les encunyades amb l'efígie d'aquest emperador, algunes amb una figura femenina en el revers (identificable com Lívia, mare de l'emperador, en figura de Pax -divinització de la pau-); i com a conseqüència aquestes peces numismàtiques van ser molt cobejades pels col·leccionistes, que les denominen la "moneda del tribut" (en anglès tribute penny).

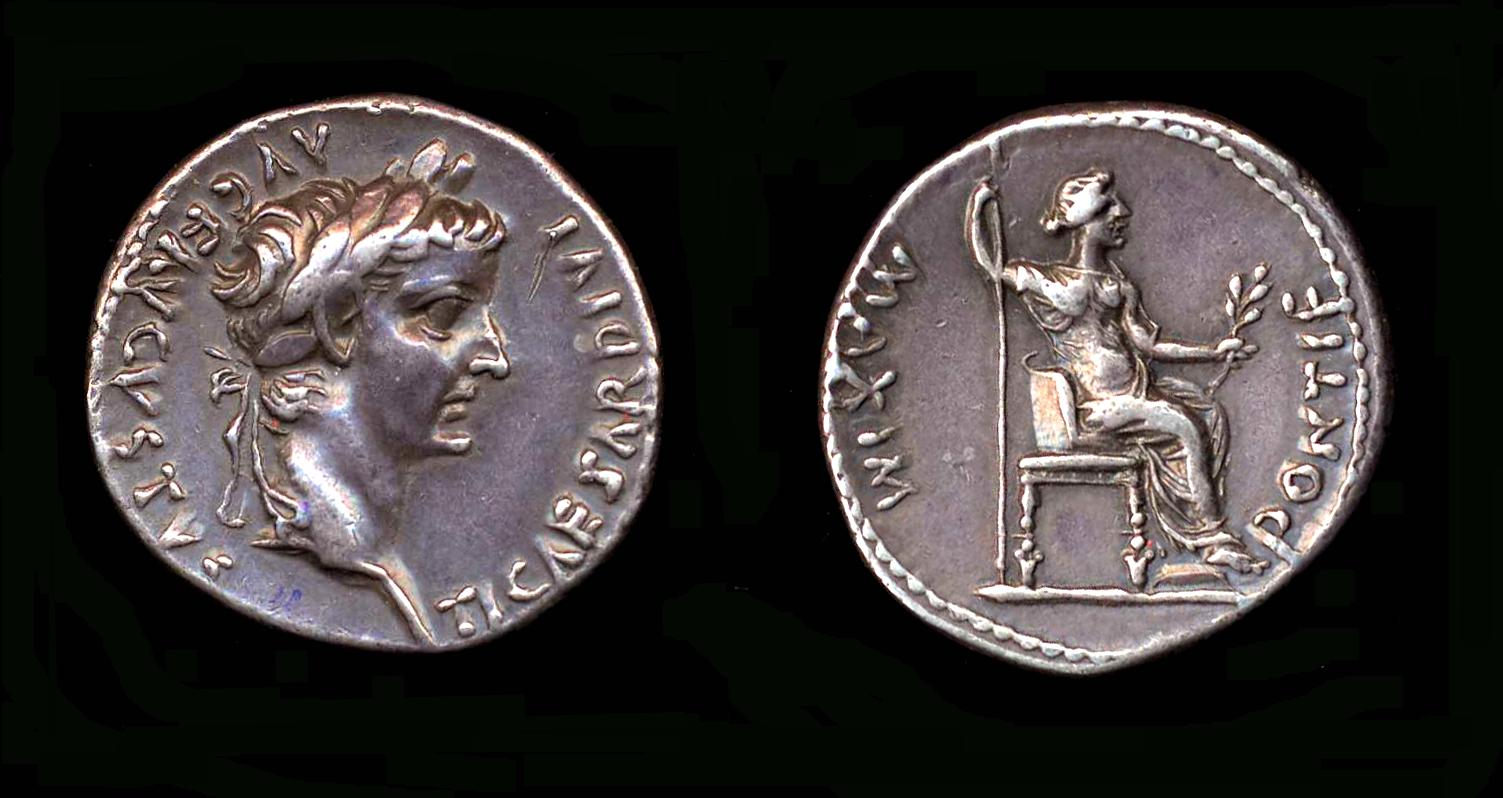
denari de Tiberi amb una figura femenina sedente en el revers de la moneda.

S'ha indicat que en la Judea de l'època de Jesucrist eren més comunes les tetradracmes antioquianes, amb l'efígie de Tiberi en l'anvers i la d'August en el revers; o bé denaris d'August amb Gai Agripa i Luci Agripa en el revers. Altres possibles monedes serien les que contenien efígies de Juli Cèsar, Marc Antoni i Germànic.
En l'evangeli de Tomàs es diu que la moneda era d'or.

## Iconografia
Entre les obres més importants que tracten el tema n'hi ha del Renaixement italià: Ticià; del Barroc: el flamenc Rubens (La moneda del tribut, amb dues versions, una en la National Gallery of Ireland i una altra en The Fine Arts Museums of San Francisco, 1612), l'holandès Joachim Wtewael (col·lecció privada, 1616) o l'espanyol Antonio Arias (Museu del Prado); i de pintura del segle XIX: Gustave Doré (gravat de la seva sèrie bíblica, 1866) o James Tissot (Brooklyn Museum, 1886-1894).

## Galeria

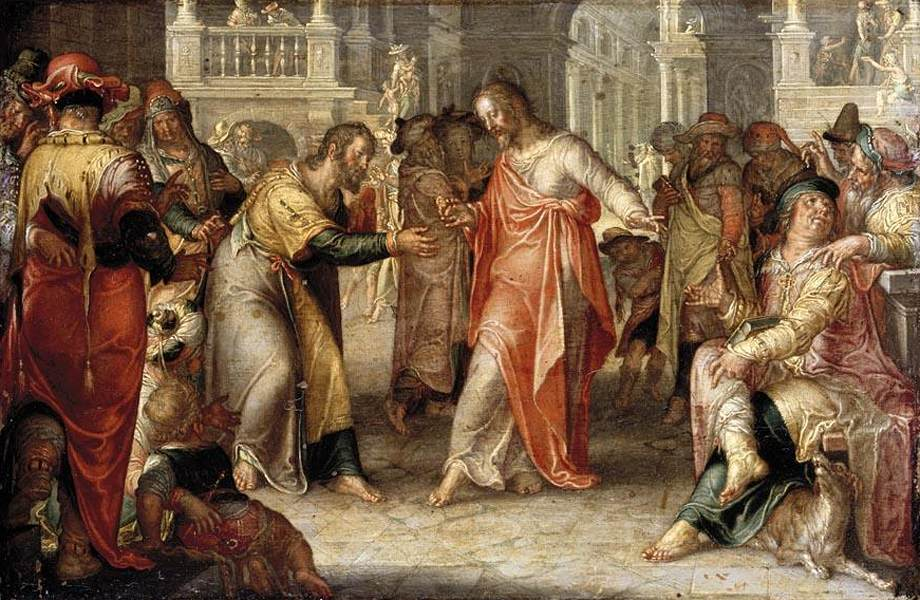
Wtewael
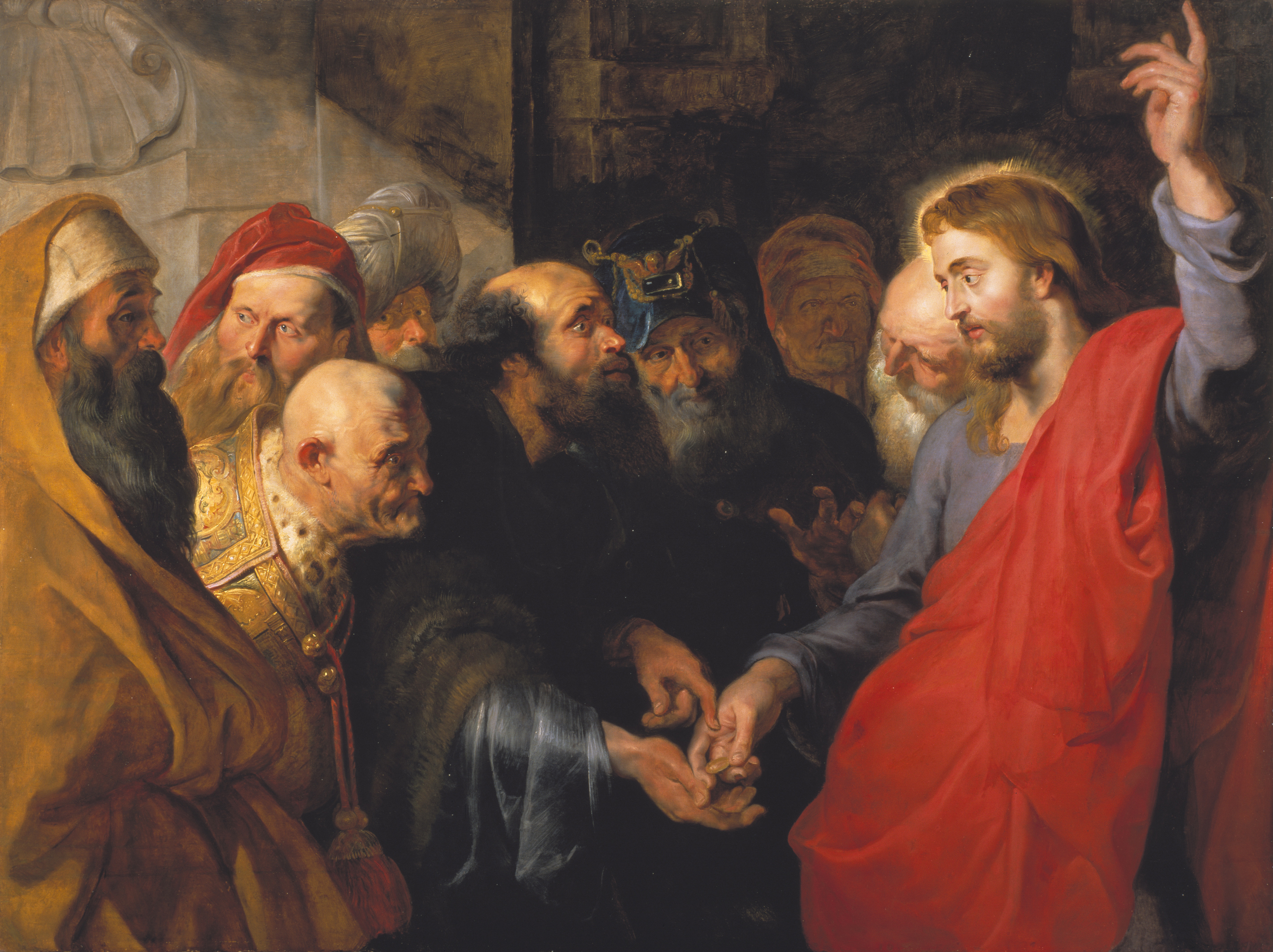
Rubens
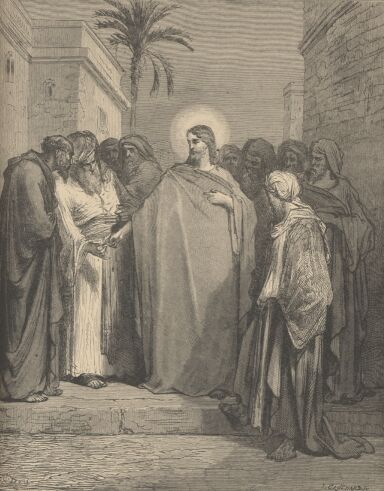
Doré
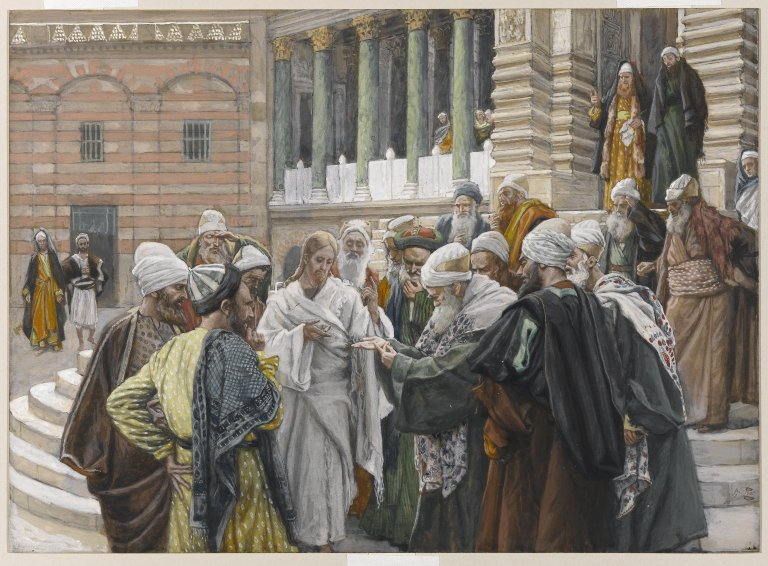
Tissot

## Temes semblants
Un tema evangèlic diferent, però d'aspecte similar, és el que tracta Masaccio en el seu fresc de la capella Brancacci (El pagament del tribut, 1425), i que es refereix al cobrament de l'impost a causa del Temple, que Crist accepta complir, però ho fa de forma miraculosa, ordenant a Pere que servei un peix de l'aigua, en la boca de la qual troba una moneda (la moneda en la boca del peix). L'escena es desenvolupa a Cafarnaüm.

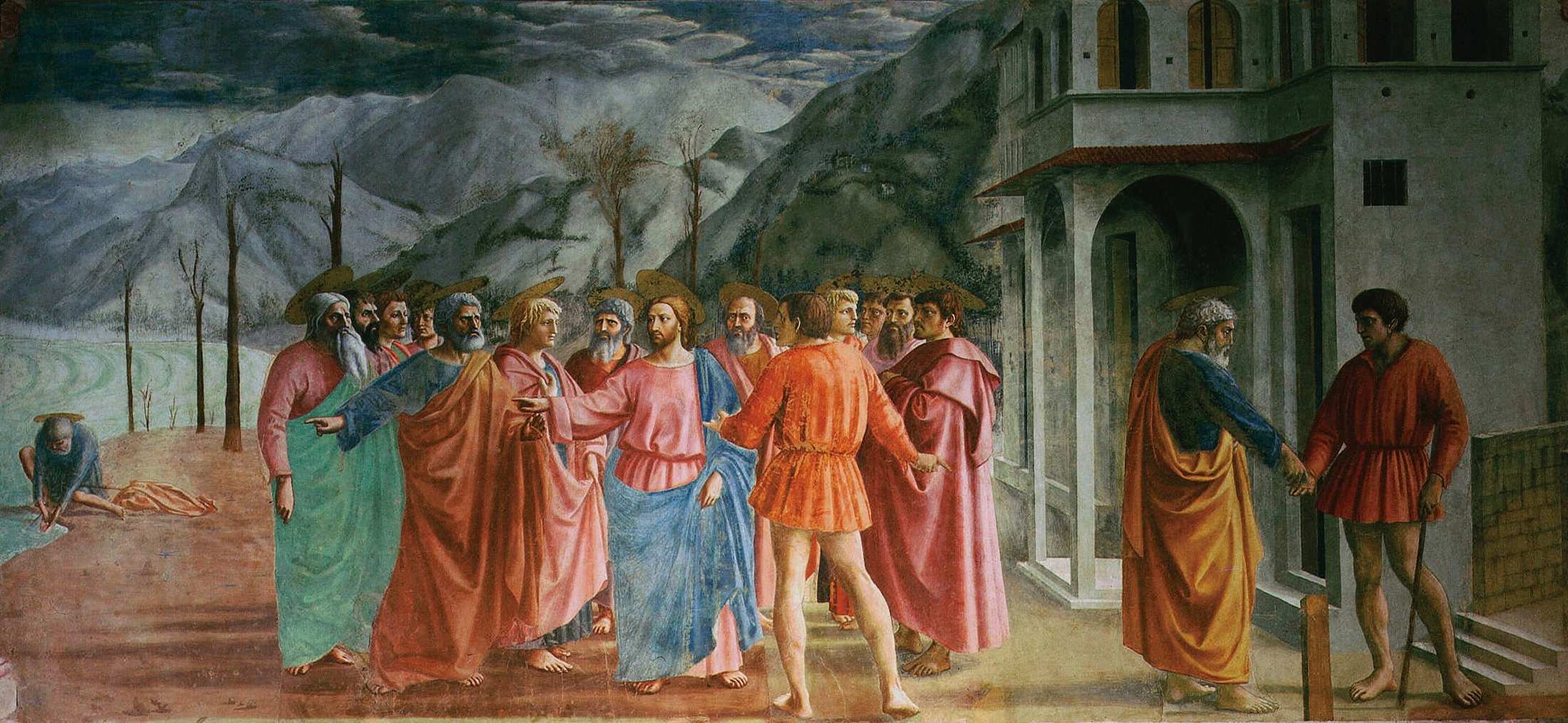
Masaccio

Altres episodis evangèlics i temes artístics en els quals Jesucrist es relaciona amb els diners o la riquesa són La vocació de Sant Mateu, l'expulsió dels mercaders del Temple, el sopar a casa de Leví, les diferents escenes en què s'usen perfums cars, etc.